# Latte macchiato

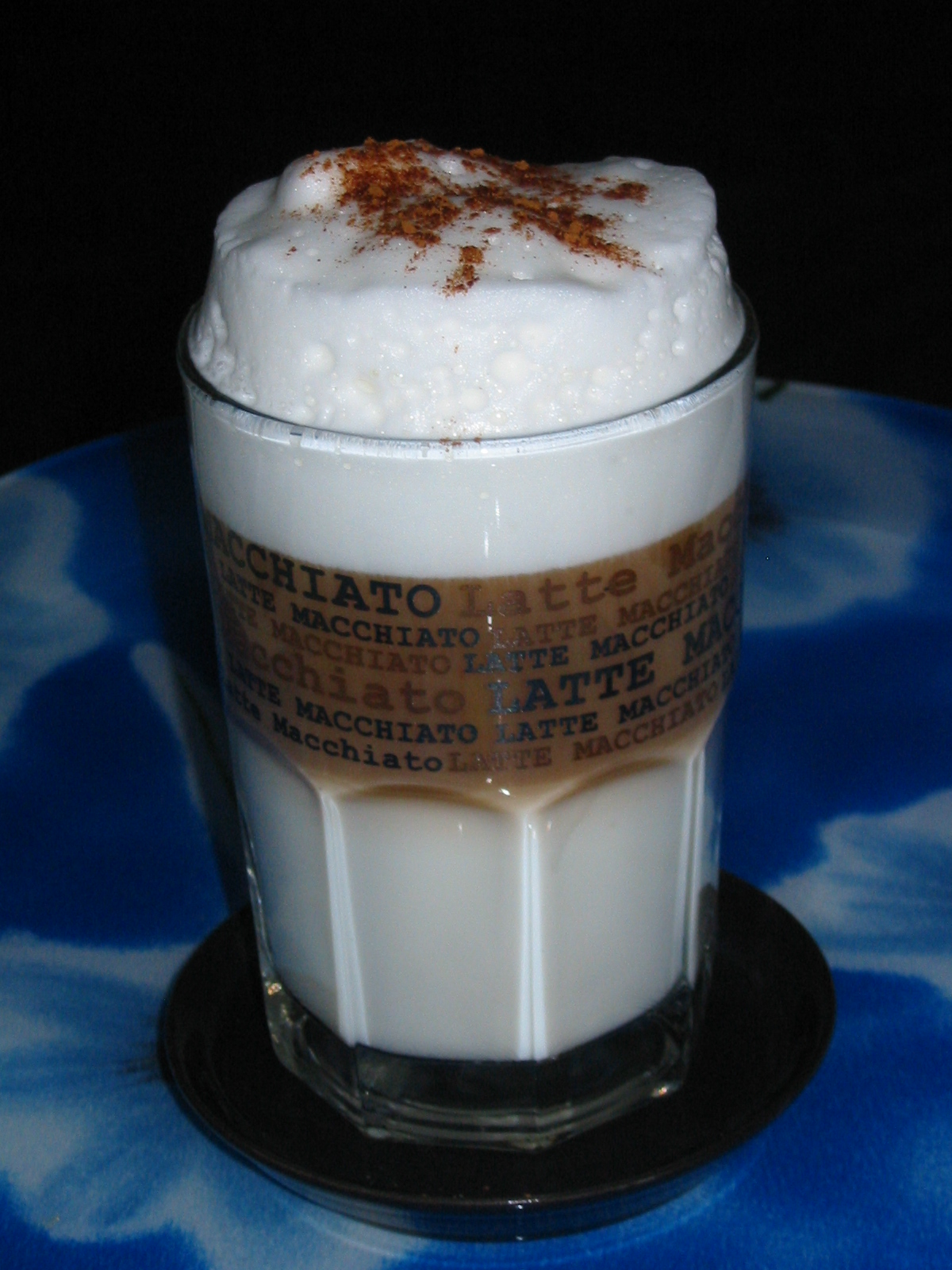
Latte macchiato

Latte macchiato (phát âm tiếng Việt như là Ma-ki-a-tô) là một loại đồ uống nóng rất được ưa chuộng. Thành phần của nó gồm có cà phê espresso và sữa. Về cơ bản thì latte macchiatio giống như cà phê sữa, nhưng lượng sữa nhiều hơn. Ở Ý ban đầu loại cà phê này được làm riêng cho trẻ em để chúng cũng được uống "cà phê" như người lớn, vì thế mà lượng caffein trong latte macchiato rất ít. Dần dần người lớn cũng mê loại đồ uống này. Latte machiato được phục vụ kèm ống hút và bánh quy.
Thường thì người ta uống latte macchiato bằng một loại cốc thủy tinh cao, có thành dày. Một cốc latte macchiato đúng nghĩa phải bao gồm 3 tấng phân biệt rõ ràng (xem hình), được rót vào theo thứ tự lần lượt và không trộn lẫn với nhau. Sữa được rót vào cốc đầu tiên, tạo nên tầng thấp nhất có màu trắng. Sau đó là bọt sữa - tầng cao nhất. Cuối cùng người ta rót espresso qua lớp bọt sữa. Bởi lớp sữa chứa nhiều chất béo nên có độ đậm đặc cao hơn cà phê espresso, cho nên lớp cà phê nổi lên trên lớp sữa, tạo thành tầng ở giữa. Bọt sữa của loại sữa giàu béo tồn tại lâu hơn bọt của loại sữa nghèo béo. Thường thì người ta rắc lên trên lớp bọt sữa bột cacao, sôcôla hoặc gia vị (ví dụ như quế) để trang trí.